# Piçarra
Piçarra é um município brasileiro do estado do Pará fundado em 1995, pertencente à mesorregião do Sudeste Paraense e microrregião de Redenção. Localiza-se no norte brasileiro, a uma latitude 06º26'17" sul e longitude 48º52'18" oeste.

## Geografia
Localizado a uma latitude 06º26'17" sul e longitude 48º52'18" oeste, estando a uma altitude de 215 metros acima do nível do mar. O município possui uma população estimada de 12 675 mil habitantes, distribuídos em 3 312,706 km² de extensão territorial.
O município possui somente distrito sede, a cidade de Piçarra, sendo que suas outras importantes urbes são 16 vilas, a saber: Boa Vista do Araguaia, Marcilinense, Luzilãndia, Cabral, Cigana, Lote 08, Lote 07, Itaipavas, Trezentos, Anajá, Cachoeirinha, Caçador, Nova Aliança, Monte Santo, Oziel Pereira e Curral IV. Outras 28 localidades menores ainda compõem o município.

## História
Tradicionalmente considera-se que a colonização de Piçarra iniciou-se na primeira metade do século XX, com a chegada dos primeiros colonos que estabeleceram-se às margens do rio Araguaia. Porém, o território municipal foi habitado por povos indígenas desde tempos imemoriais.
Os primeiros contatos com o explorador de origem europeia possivelmente datam do período das entradas e bandeiras, quando muitas expedições desciam o rio Araguaia, vindos das capitanias das Minas Gerais e de São Vicente. Porém não houve uma colonização de fato, houve somente o contato do colonizador com a região no intuito de explorar a força de trabalho nativa, pilhar os recursos naturais, e "civilizar" o nativo (através da catequização) e depois abandonar a região. Não havia o interesse de povoar, mas sim somente usufruir os recursos, e depois de exauridos, abandoná-los.

### Primeiros passos e colonização
Até a década de 1940 não existiam traços de colonização efetiva de origem europeia na área territorial que atualmente compreende Piçarra. Até neste tempo o território era basicamente habitado por tribos indígenas semi-nômades, das quais se destacam os suruís, por exemplo. Nesta década em questão, algumas pessoas vindas do norte goiano (atual Tocantins) e do Maranhão começaram a desenvolver pequenos assentamentos ribeirinhos, formando a primeira geração de colonos, que ocupava-se, principalmente, do extrativismo vegetal.
Entre 1966 e 1975, durante a Ditadura Militar no Brasil, norteado pelos planos de desenvolvimento da Superintendência do Desenvolvimento da Amazônia, do I Plano de Desenvolvimento da Amazônia e depois pelo Projeto Grande Carajás e pelo Programa de Polos Agropecuários e Agrominerais da Amazônia, a área piçarrense, ainda parte do município de Conceição do Araguaia, foi palco da implantação de 33 projetos de incentivos fiscais ou agropastoris, que beneficiavam banqueiros e grandes grupos industriais. Os principais atores econômicos instalados eram o Grupo Brasil Central (que ocupava a maioria da área), o Banco Bamerindus, a Agropecuária São José, o Grupo Óleo Pacaembú, a Agropastoril Itaipavas e a Indústria Madeireira Paraense e Agropecuária Ltda (IMPA).

### Período da guerrilha e da revolta
Em 1967 outro fato importante ocorre na região com o início das operações da Guerrilha do Araguaia. A área do município concentrava cinco bases do Destacamento C dos guerrilheiros do Partido Comunista do Brasil (PCdoB), sendo: Pau Preto, Patrimônio (proximidades da atual cidade de Piçarra), Cigana, Pedro Onça e Caiano (atual vila Boa Vista do Araguaia). A vila Caiano, inclusive, foi fundada por ação de um dos comandantes do destacamento, o economista Paulo Mendes Rodrigues (Comandante Paulão), que atuava disfarçadamente como médico (tinha formação técnica em saúde) e como agropecuarista.
Em 5 de junho de 1970 são deslocados pelo governo militar as famílias de José Pinheiro da Costa e Lourença da Silva Costa, José Peri e Laura Cirqueira, além da família de Luiz Boiadeiro, que se se instalaram em áreas cedidas pela união, pelo estado do Pará e pelo prefeito de Conceição Giovanni Queiroz.
Em 1971 esses colonos, e outros que chegaram depois, rumaram para as proximidades da base guerrilheira de Patrimônio, formando a região da Sobra de Terra, que posteriormente se tornaria a cidade de Piçarra. A base, àquela altura, já estava desmantelada, pois as operações contra-guerrilheiras do Regime Militar fizeram os membros do PCdoB rumar para a mata fechada. A guerrilha encerou-se na região por volta de 1973.
Em 1976, já após a Operação Limpeza, de ocultação das provas da guerrilha na região, explode a Revolta dos Perdidos, na vila Boa Vista do Araguaia, motivada pela perseguição ainda perpetrada pela ditadura aos camponeses, ribeirinhos e indígenas (todos não tinham total conhecimento dos planos dos guerrilheiros). A perseguição policial retirava as famílias de suas casas à força e violentavam as mulheres.

### Abertura das estradas
No primeiro semestre de 1980 o 8º Batalhão de Engenharia de Construção (8º BEC) do Exército Brasileiro, sob a coordenação do major Sebastião Curió, iniciou a construção de duas estradas. Na região de Sobra de Terra, em que hoje é a cidade de Piçarra, existia bastante cascalho (piçarra) que era retirado para ajudar na construção do trecho-sul da Estrada Operacional nº 2 (OP-2), que ligava São Geraldo do Araguaia à Itaipavas, ambos povoados do município de Conceição do Araguaia.
Além da piçarra utilizada na construção da estrada, o local transformou-se no principal canteiro de obras e garagem de maquinários durante o descanso dos operários, pois estava exatamente no meio do caminho entre os extremos do trecho sul da OP-2. Os militares aproveitaram a oportunidade para abrir outra via de ligação, a Estrada Piçarreira (atual PA-477), que ligaria o acampamento operário de Sobra de Terra à vila Rio Vermelho, às margens da PA-150 (atual BR-155). Dado a importância logística, foram enviados para a Sobra de Terra médicos e dentistas, atraindo moradores do entorno, que passaram a montar barracas junto ao acampamento do Exército em busca de atendimento. Ao local também foi enviado um capelão militar chamado Aristides Cânion.
Padre Cânion quis denominar Sobra de Terra como Cruzelândia, devido ao entroncamento que se formou com a abertura das estradas que davam acesso a São Geraldo do Araguaia, a vila Rio Vermelho, Eldorado do Carajás e vila Boa Vista do Araguaia. Os moradores da área não aceitaram.
Certo dia, no ano de 1980, os engenheiros do 8º BEC fincaram, ao amanhecer, na entrada da vila, uma placa com uma inscrição garrafal "PIÇARRA", para identificar o local de extração de cascalho. Este nome rapidamente substituiu os nomes de Sobra de Terra e Patrimônio.

### Emancipação
O processo pela emancipação municipal iniciou-se em 1990, com manifestações da população e endosso de figuras políticas, ocorrido nas localidades piçarrenses e em Belém, inclusive com a realização de um abaixo-assinado no ano de 1992.
Em 1994 o Tribunal Regional Eleitoral do Pará encaminhou ofício e parecer ao governador a Jader Barbalho recomendando a realização do plebiscito que definiria o desmembramento de Piçarra de São Geraldo do Araguaia; o governador alegou falta de recursos e não cumpriu o parecer.
A mobilização pela emancipação de Piçarra continuou mesmo assim, e; já em 1995 um novo projeto de lei começou a tramitar na Assembleia Legislativa do Pará (Alepa), havendo muita resistência dos parlamentares. Para fazer frente à falta de apoio parlamentar, por duas vezes, formaram-se caravanas da população de Piçarra que seguiram até Belém, para pressionar os deputados estaduais. O plebiscito foi aprovado pela Alepa para ocorrer no dia 15 de novembro de 1995. O resultado apurado indicou que cerca de 90% dos votantes mostravam-se favoráveis à emancipação.
A par do resultado, rapidamente a Alepa aprovou a lei, e; em 27 de dezembro de 1995 o governador Almir Gabriel sancionou a lei n° 5.934, desmembrando Piçarra de São Geraldo do Araguaia, publicada no Diário Oficial do Estado do Pará, no dia 29 de dezembro de 1995, instalando-se definitivamente em 1º de janeiro de 1997, com a posse do primeiro prefeito eleito.

### Década de 2000 -presente
Em 2011 Piçarra participou ativamente com todo o sudeste do Pará, da consulta plebiscitária que definiu sobre a divisão do estado do Pará. Desde a sua fundação Piçarra insere-se como parte da proposta do estado do Carajás, tanto que o município é filiado aos principais organismos de luta pela causa na região.
Embora a expressiva votação favorável no plebiscito, com mais de 99% de apoio, a maior votação proporcional pelo sim na região de Carajás, o peso da região de Belém se fez maior, e se sobrepôs ao anseio local. Entretanto, mesmo com a derrota na votação, o município continua, juntamente com a região, a pleitear a separação para criação do estado do Carajás.

## Infraestrutura

### Transportes
A principal via de ligação de Piçarra é rodoviária, sendo feita pela rodovia estadual PA-477, que liga a sede municipal com a rodovia federal BR-153, na cidade de São Geraldo do Araguaia, no leste, e; com a rodovia federal BR-155, na vila Rio Vermelho, município de Xinguara, no oeste.
Outras estradas importantes são a vicinal PA Itaipavas (antigo trecho sul da OP-2), a vicinal PA Caiano e a vicinal PA Boa Vista.
O município dispõe de dois portos fluviais de pequeno porte, ambos no rio Araguaia, sendo o principal deles o de Boa Vista, especializado principalmente na travessia de veículos entre a vila de Boa Vista do Araguaia e a cidade de Araguanã, já no estado do Tocantins. O outro porto é o de Itaipavas, na vila homônima, especializado em carga e descarga de produtos pesqueiros e alimentícios.